# Вільям Метольд

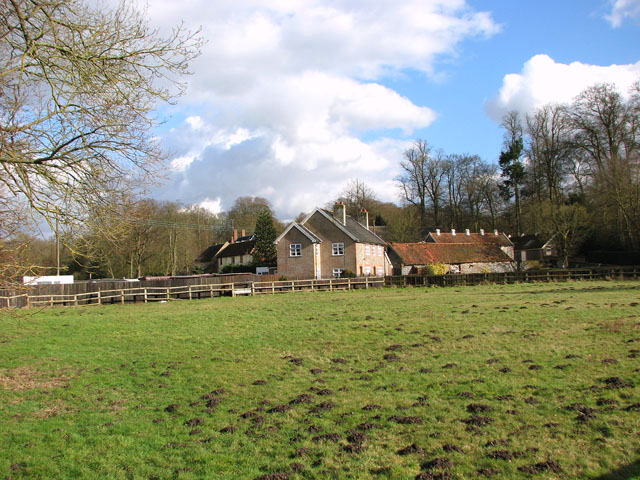
Рашфорд, Норфолк.

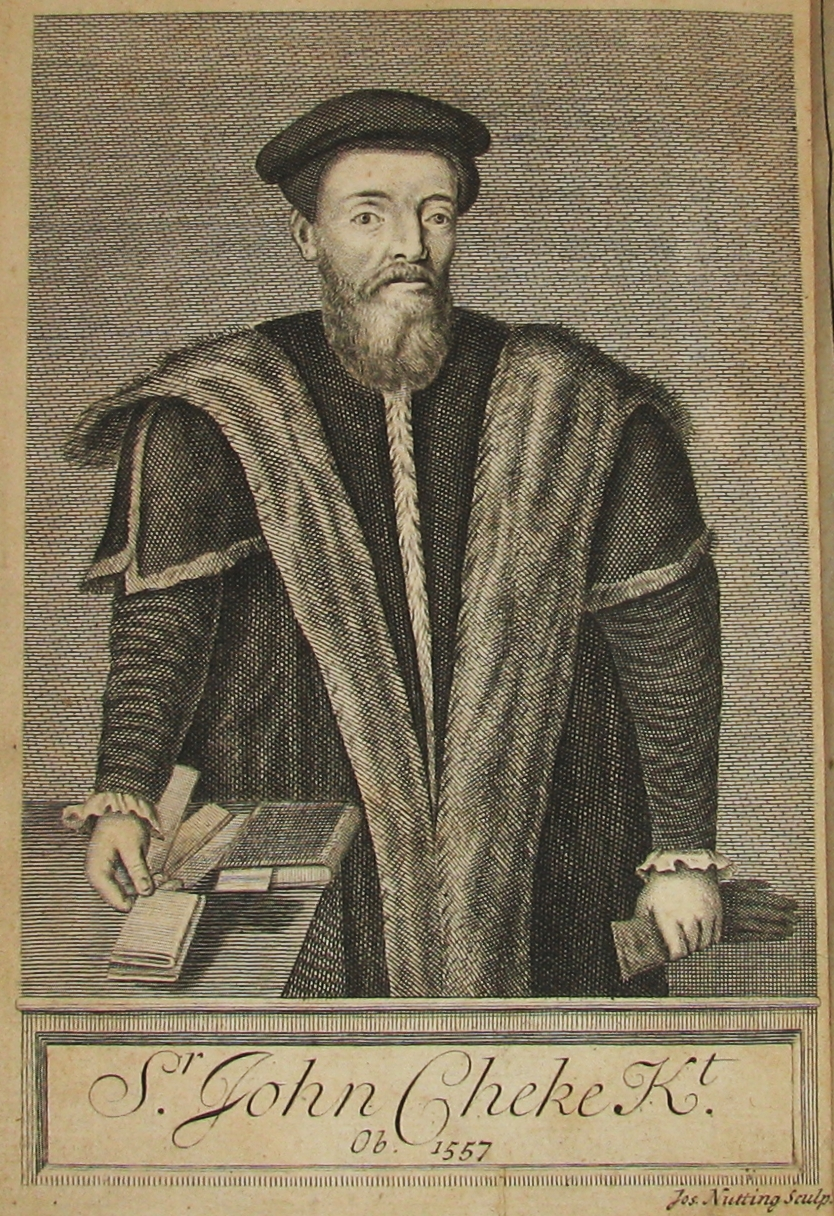
Сер Джон Чік (1514 – 1557).

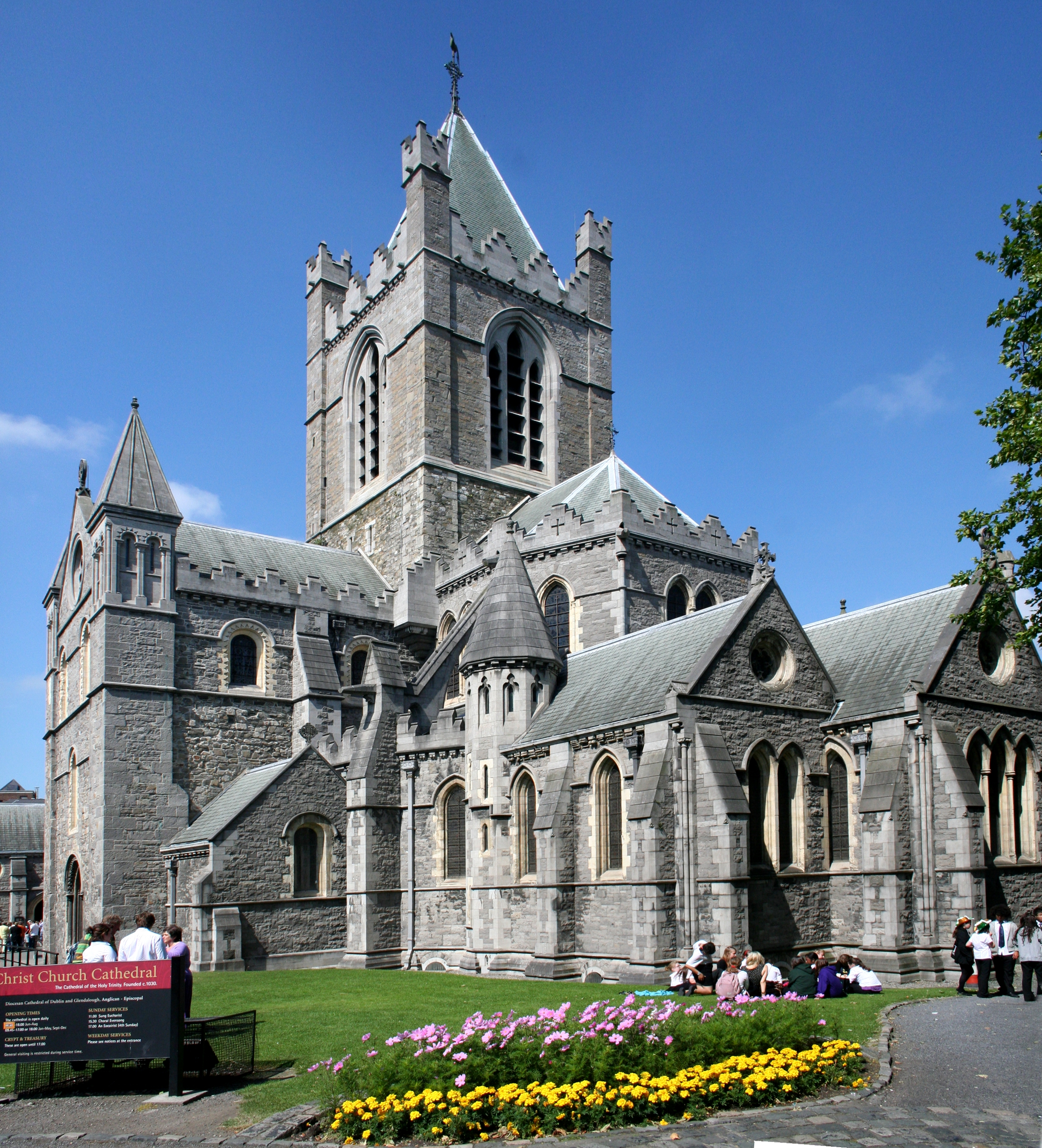
Кафедральний собор Христа, Дублін, Ірландія.

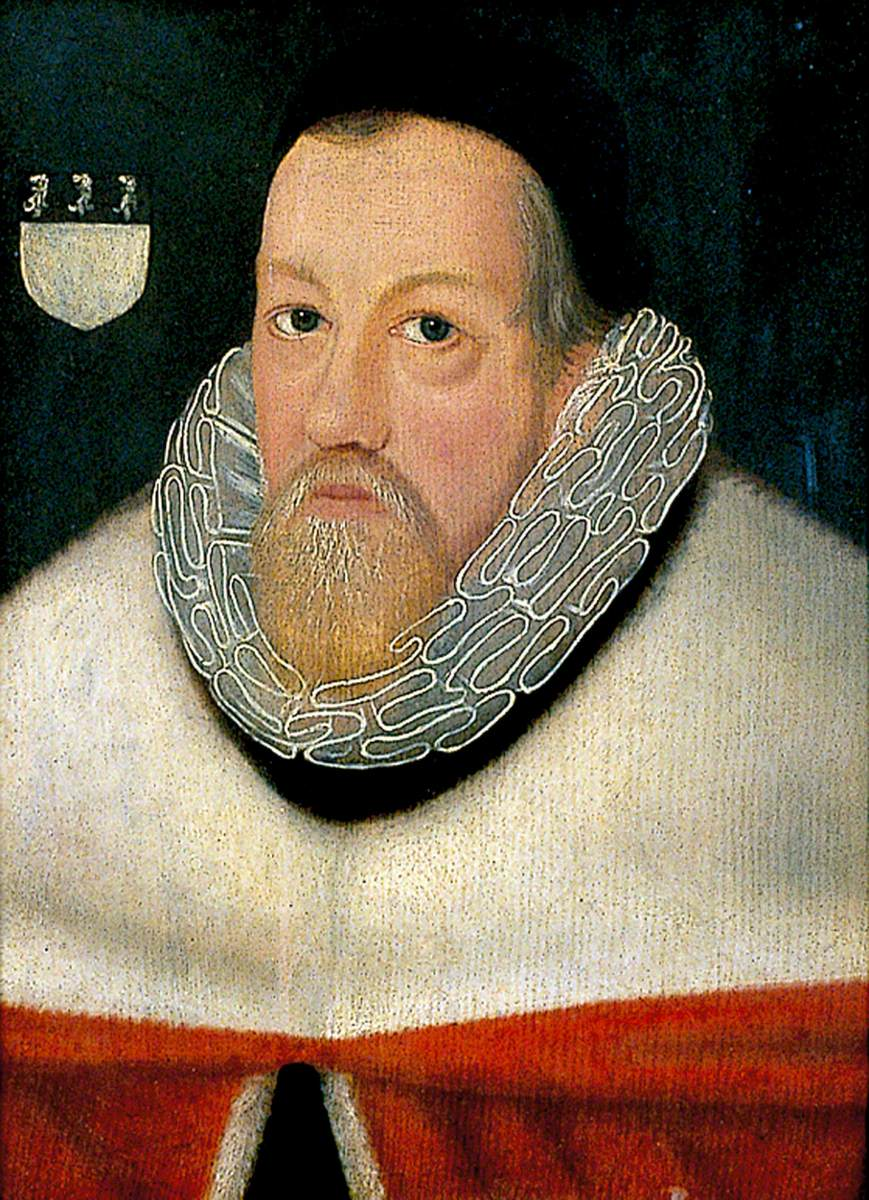
Сер Томас Річардсон (1569 – 1635).

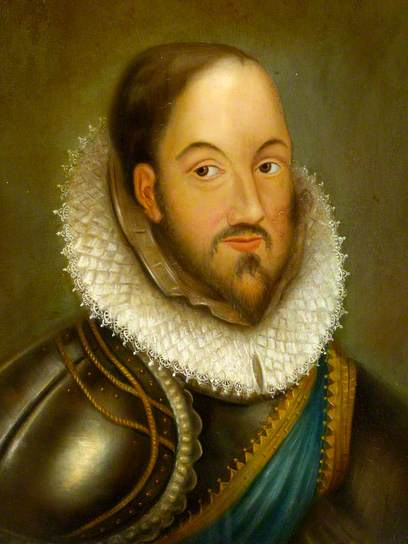
Сер Артур Чічесткр (1563 – 1625).

Сер Вільям Метолд (Метволд) (англ. - Sir William Methold (Methwold) (бл. 1560 – 1621) – ірландський юрист, суддя, політик англійського походження. Обіймав посаду головного барона казначейства Ірландії. У час вакансії посади лорд-канцлера Ірландії володів посадою  уповноваженого Великої Державної Печатки Ірландії в 1619 році. 

## Життєпис

### Походження
Вільям Метолд народився в Норфолку (Англія). Він був старшим із трьох синів Вільяма Метолда або Метволда (помер у 1586 р.) з Рашфорда та його дружини Сусанни Алінгтон, доньки Джорджа Алінгтона зі Свінгоупа, Лінкольншир, Англія. Його бабусею по материнській лінії була Енн Чік, донька Пітера Чіка та сестра сера Джона Чіка, наставника короля Едуарда VI. Джон Чік отримав від короля у володіння замок Рашфорд, який спочатку був королівським маєтком, і швидко здав його в оренду Алінгтону, від якого він перейшов до Метолдів. 

### Освіта та кар’єра
Вільям Метолд отримав освіту в юридичній школі «Ліон Інні», а потім в юридичній школі «Лінкольн Інн». Він почав працювати адвокатом у 1589 році. Отримав посаду сержанта суду у 1612 році. Він був призначений суддею в юридичній спілці «Лінколнс Інн» та отримав ступінь лавника у 1608 році. Він був посвячений у лицарі та відправлений до Ірландії як головний барон ірландської скарбниці у 1612 році, і займав цю посаду до своєї смерті. У 1619 році він був призначений уповноваженим охоронцем Великої Печатки Ірландії. Того ж року він приєднався до юридичної спілки «Кінгс Інн». Помер у 1621 році і був похований у соборі Крайст-Черч у Дубліні.

### Родина
Вільям Метолд одружився з Маргарет Саутвелл, однією з багатьох дочок Джона Саутвелла з Бархема, Саффолк та його дружини Маргарет Крофтс. Завдяки цьому шлюбу Вільям Метолд зміг породичатися і створити дружні вигідні взаємини з сером Томасом Річардсоном, майбутнім головним лорд-суддею, що одружився з сестрою Маргарет Урсулою. У Вільяма та Маргарет була одна донька, Елізабет, що в 1608 році вийшла заміж за Томаса Поттса, майстра заячих гончаків при дворі короля Англії, Шотландії та Ірландії Якова I. Після смерті чоловіка Елізабет Поттс опинилася в стані страшної бідності, і в результаті вона отримала державну пенсію в 1655 році. Вдова Вільяма Метольда Маргарет повторно вийшла заміж за сера Томаса Ротергема, мера міста Голвей, радника Таємної Ради Ірландії та депутата парламенту Ірландії від Туама в 1634 - 1635 роках. Вона померла в 1640 році. Ротергем пережив її і, ймовірно, помер у 1646 році. Вільям Метольд був дядьком Вільяма Метволда, відомого колоніального адміністратора.

## Характер
Елрінгтон Болл стверджує, що Метолд був відомий своєю суворістю у застосуванні карних законів проти римо-католиків і своєю рішучістю усунути католиків від будь-якої ролі в суспільному житті Ірландії. Зокрема, це він продемонстрував промовою на бенкеті, де він вилаяв Дублінську корпорацію за відмову багатьох олдерменів присягнути уряду. Кроуфорд у набагато більш м’якому описі його характеру вихваляє його як надзвичайно здібного, енергійного та надійного суддю, який старанно виконував обов’язки під час суду присяжних.  (багато ірландських суддів тоді вважали такий суд важким випробуванням, якого слід уникати, наскільки це було можливо), і який сумлінно передавав важкі справи до Суду замкової палати, ірландського еквівалента «Зоряної Палати». Сер Артур Чічестер, лорд-депутат Ірландії, стурбований чутками про те, що корона планує усунути Метолда, похвалив його як «чесну людину». Вулріх зазначає, що, незважаючи на свої вражаючі досягнення, він залишається досить тіньовою фігурою, і що нам не вистачає жодного з тих барвистих анекдотів, які б втілили в життя його персонажа, як ті, які в захваті від професії юриста.